# Eurytomomma
Eurytomomma is een geslacht van vliesvleugeligen uit de familie Pteromalidae. De wetenschappelijke naam van dit geslacht is voor het eerst geldig gepubliceerd in 1920 door Girault.

## Soorten
Het geslacht Eurytomomma omvat de volgende soorten:
- Eurytomomma atricoxa Girault, 1927
- Eurytomomma aurifacies Girault, 1920